# Ranger 5
Ranger 5 var en obemannad rymdsond från NASA, med uppdrag att fotografera månens yta. Den sköts upp från Cape Canaveral, med en Atlas LV-3 Agena-B, den 18 oktober 1962. Strax efter att kurs korrigeringen för att lämna omloppsbanan runt jorden, genomförts kopplade rymdsonden av okänd anledning om till batteridrift. Normal kraftförsörjning återupptogs aldrig och batterierna tog slut efter 8 timmar och 44 minuter. Då kurskorrigeringen för att kraschlanda på månen aldrig kunde genomföras missade farkosten månen med 725 kilometer och gick därmed in i omloppsbana runt Solen.

### Fotnoter
1. ↑  ”NASA Space Science Data Coordinated Archive” (på engelska). NASA. https://nssdc.gsfc.nasa.gov/nmc/spacecraft/display.action?id=1962-055A. Läst 24 mars 2020.